# 강원남부로
강원남부로(Gangwonnambu-ro)는 강원특별자치도 태백시 황지동 황지교사거리와 동해시 단봉동 단봉삼거리를 잇는 강원특별자치도의 도로이다. 태백시와 동해시를 잇는 핵심 간선도로이며, 2016년 12월 16일 태백 ~ 삼척간 도로가 개통되기 전까지 전 구간 국도 제38호선에 속했다.

## 역사
- 1981년 4월 13일 : 국도로 승격된 정선군 군남면 문곡리 ~ 삼척군 삼척읍 남양리 67km 구간 개통[1]
- 2005년 2월 11일 : 삼척시 신기면 마차리 ~ 천기리 2.2km 구간 확장 개통[2]
- 2005년 4월 2일 : 삼척시 신기면 마차리 ~ 천기리 2.2km 구간 확장 개통[3]
- 2008년 1월 18일 : 미로 ~ 삼척간 도로(삼척시 미로면 상정리 ~ 등봉동) 7.9km 구간 확장 개통, 기존 8.9km 구간 폐지[4]
- 2009년 8월 7일 : 2개 이상 시·군에 걸쳐 있는 도로로 강원남부로를 고시[5]
- 2016년 12월 16일 : 태백 ~ 삼척간 도로(태백시 통동 ~ 삼척시 도계읍 늑구리 ~ 신기면 마차리 19.1km 구간과 삼척시 신기면 마차리 ~ 미로면 하정리 6.2km) 확장 개통, 기존 삼척시 도계읍 흥전리 ~ 마교리 3.19km 구간과 삼척시 도계읍 고사리 ~ 신기면 마차리 5.5km, 삼척시 신기면 안의리 ~ 미로면 하정리 7.5km 구간 폐지[6][7]

## 주요 경유지
강원특별자치도
- 태백시 (황지동 · 통동) - 삼척시 (도계읍 · 신기면 · 미로면 · 도경동 · 등봉동) - 동해시 단봉동

## 노선
| 이름          | 접속 노선                                     | 소재지                                                              | 소재지                                              | 비고                                            |
| ------------- | --------------------------------------------- | ------------------------------------------------------------------- | --------------------------------------------------- | ----------------------------------------------- |
| 황지교사거리  | 국도 제35호선 국도 제38호선 (태백로) 시장북길 | 태백시                                                              | 황연동                                              | 국도 제38호선 구간                              |
| 황지교 송이재 |                                               | 태백시                                                              | 황연동                                              | 국도 제38호선 구간                              |
| (통골)        | 동태백로                                      | 태백시                                                              | 황연동                                              | 국도 제38호선 구간                              |
| 통리건널목    | 통리길 통리1길                                | 태백시                                                              | 황연동                                              | 국도 제38호선 구간                              |
| 통리삼거리    | 지방도 제427호선 (문의재로)                   | 태백시                                                              | 황연동                                              | 국도 제38호선 구간                              |
| 통리재        |                                               | 태백시                                                              | 황연동                                              | 국도 제38호선 구간                              |
| 삼척시        | 도계읍                                        |                                                                     |                                                     | 국도 제38호선 구간                              |
| 삼척시        | 도계읍                                        | 하이원추추파크 나한정역                                             |                                                     | 국도 제38호선 구간                              |
| 삼척시        | 도계읍                                        | 흥전 교차로                                                         | 국도 제38호선 (태백 ~ 삼척간 도로) 흥전서길         | 국도 제38호선 구간                              |
| 삼척시        | 도계읍                                        | 흥전교                                                              |                                                     |                                                 |
| 삼척시        | 도계읍                                        | 도계버스터미널                                                      | 도계로                                              |                                                 |
| 삼척시        | 도계읍                                        | 도계삼거리                                                          | 도계로                                              |                                                 |
| 삼척시        | 도계읍                                        | 도원대교 서단                                                       | 도계로 도계강변길                                   |                                                 |
| 삼척시        | 도계읍                                        | 도원 교차로                                                         | 국도 제38호선 (태백 ~ 삼척간 도로)                  | 국도 제38호선 구간                              |
| 삼척시        | 도계읍                                        | 도계교 도계육교                                                     |                                                     | 국도 제38호선 구간                              |
| 삼척시        | 도계읍                                        | 도계 교차로                                                         | 도계우회로                                          | 국도 제38호선 구간                              |
| 삼척시        | 도계읍                                        | 늑구2 교차로                                                        | 지방도 제424호선 (건의령로)                         | 국도 제38호선 구간 지방도 제424호선 구간        |
| 삼척시        | 도계읍                                        | 고사 교차로                                                         | 늑구2길                                             | 국도 제38호선 구간 지방도 제424호선 구간        |
| 삼척시        | 도계읍                                        | 소달 교차로                                                         | 국도 제38호선 지방도 제424호선 (태백 ~ 삼척간 도로) | 국도 제38호선 구간 지방도 제424호선 구간        |
| 삼척시        | 도계읍                                        | 신기교                                                              | 소달길 신기길                                       |                                                 |
| 삼척시        | 마차리역 마차교                               |                                                                     | 신기면                                              |                                                 |
| 삼척시        | 마차 교차로                                   | 국도 제38호선 지방도 제424호선 (태백 ~ 삼척간 도로)                 | 신기면                                              | 국도 제38호선 구간 지방도 제424호선 구간        |
| 삼척시        | 순미실교                                      |                                                                     | 신기면                                              | 국도 제38호선 구간 지방도 제424호선 구간        |
| 삼척시        | 대평 교차로                                   | 국도 제38호선 (태백 ~ 삼척간 도로)                                  | 신기면                                              | 국도 제38호선 구간 지방도 제424호선 구간        |
| 삼척시        | 대평삼거리                                    | 대평길                                                              | 신기면                                              | 지방도 제424호선 구간                           |
| 삼척시        | 신기사거리                                    | 환선로 신기역길                                                     | 신기면                                              | 지방도 제424호선 구간                           |
| 삼척시        | 신동육교                                      | 신기길                                                              | 신기면                                              | 지방도 제424호선 구간                           |
| 삼척시        | 신기1교 신기2교 신기육교 신기3교 신기4교      |                                                                     | 신기면                                              | 지방도 제424호선 구간                           |
| 삼척시        | 천기육교                                      |                                                                     | 미로면                                              | 지방도 제424호선 구간                           |
| 삼척시        | 활기삼거리                                    | 준경길                                                              | 미로면                                              | 지방도 제424호선 구간                           |
| 삼척시        | 천기1교 천기2교 천기3교                       |                                                                     | 미로면                                              | 지방도 제424호선 구간                           |
| 삼척시        | 천기삼거리                                    | 지방도 제424호선 (미근로)                                           | 미로면                                              | 지방도 제424호선 구간                           |
| 삼척시        | 상정육교                                      |                                                                     | 미로면                                              |                                                 |
| 삼척시        | 상정삼거리                                    | 영경로 상정안길                                                     | 미로면                                              |                                                 |
| 삼척시        | 하사전교                                      |                                                                     | 미로면                                              |                                                 |
| 삼척시        | 하정 교차로                                   | 국도 제38호선 국가지원지방도 제28호선 (태백 ~ 삼척간 도로)          | 미로면                                              | 국가지원지방도 제28호선 구간                    |
| 삼척시        | 하정3교                                       | 하정길 하정안길                                                     | 미로면                                              | 국가지원지방도 제28호선 구간                    |
| 삼척시        | 하정2교                                       | 동산길                                                              | 미로면                                              | 국가지원지방도 제28호선 구간                    |
| 삼척시        | (이름 없음)                                   | 미로강변로                                                          | 미로면                                              | 국가지원지방도 제28호선 구간                    |
| 삼척시        | 하거노삼거리                                  | 국가지원지방도 제28호선 (두타로)                                    | 미로면                                              | 국가지원지방도 제28호선 구간                    |
| 삼척시        | 무사교 하거노2교                              |                                                                     | 미로면                                              |                                                 |
| 삼척시        | 미로역                                        | 미로강변로                                                          | 미로면                                              |                                                 |
| 삼척시        | 미로1교                                       |                                                                     | 미로면                                              |                                                 |
| 삼척시        | (미로면사무소 앞)                             | 적병길                                                              | 미로면                                              |                                                 |
| 삼척시        | 미로2교 사둔교                                |                                                                     | 미로면                                              |                                                 |
| 삼척시        | 사둔삼거리                                    | 동안로                                                              | 미로면                                              |                                                 |
| 삼척시        | 도경교                                        | 도경길 회강길                                                       | 성내동                                              |                                                 |
| 삼척시        | 도경 교차로                                   | 국도 제38호선 국가지원지방도 제28호선 (태백 ~ 삼척간 도로) 오십천로 | 성내동                                              | 국도 제38호선 구간 국가지원지방도 제28호선 구간 |
| 삼척시        | 한재고개                                      |                                                                     | 성내동                                              | 국도 제38호선 구간 국가지원지방도 제28호선 구간 |
| 동해시        | 북평동                                        |                                                                     |                                                     | 국도 제38호선 구간 국가지원지방도 제28호선 구간 |
| 동해시        | 북평동                                        | 단봉삼거리                                                          | 국도 제7호선 (동해대로)                             | 국도 제38호선 구간 국가지원지방도 제28호선 구간 |

## 주요 건물 및 시설
- 산업전사위령탑 (강원특별자치도 태백시 강원남부로 13)
- 피노키오나라 (구 도계초등학교 심포분교, 강원특별자치도 삼척시 도계읍 강원남부로 893-36)
- 나한정역 (강원특별자치도 삼척시 도계읍 강원남부로 1042-81)
- 도계버스터미널 (강원특별자치도 삼척시 도계읍 강원남부로 1342)
- 삼척도계하수종말처리장 (강원특별자치도 삼척시 도계읍 강원남부로 1895)
- 한라시멘트 신기공장 (강원특별자치도 삼척시 신기면 강원남부로 2879)
- 신기터미널 (강원특별자치도 삼척시 신기면 강원남부로 2977)
- 신동초등학교 (강원특별자치도 삼척시 신기면 강원남부로 2997)
- 강원종합박물관 (강원특별자치도 삼척시 신기면 강원남부로 3016)
- 상거노리마을회관 (강원특별자치도 삼척시 신기면 강원남부로 3662)
- 미로중학교 (강원특별자치도 삼척시 신기면 강원남부로 3907)
- 미로역 (강원특별자치도 삼척시 신기면 강원남부로 3990)
- 미로파출소 (강원특별자치도 삼척시 신기면 강원남부로 4033)
- 한국교통안전공단 동해검사소 (강원특별자치도 동해시 강원남부로 4772)